# Chikkagowja, Chikmagalur
Chikkagowja là một làng thuộc tehsil Chikmagalur, huyện Chikmagalur, bang Karnataka, Ấn Độ.